# Habulica
Habulica (naliep, lat. Actaea), biljni rod iz porodice Ranunculaceae s oko 30 vrsta uresnih trajnica, neke su ljekovite. U Hrvatskoj raste klasasta habulica (A. spicata), nazivana i vučji korijen i naliep klasnasti.
Rod je raširen Europom, Azijom i Sjevernom Amerikom.

## Opis
Habulica, (rod Actaea) su višegodišnje zeljaste biljke u porodici žabnjakovki; svi su porijeklom iz šuma sjevernog umjerenog pojasa.
“Bijela habulica” (A. pachypoda; ponekad A. alba), porijeklom iz Sjeverne Amerike, visoka je 30 do 45 cm (12 do 18 inča) i ima bijele bobice. “Biljka Christopher” (A. spicata), porijeklom iz Euroazije, visoka je otprilike 30 do 60 cm (12 do 24 inča) i nosi ljubičasto crne bobice koje se ponekad koriste za izradu boje. “Crvena habulica” (A. rubra), porijeklom iz Sjeverne Amerike, jako nalikuje A. spicata. Plodovi su mu crveni ili boje slonovače. Korijenje i bobice habulice sadrže iritantne smole koje djeluju katarzično i izazivaju povraćanje. Biljke su korisni subjekti za sjenoviti divlji vrt.

## Vrste
1. Actaea arizonica (S.Watson) J.Compton
2. Actaea asiatica H.Hara
3. Actaea austrokoreana (H.W.Lee & C.W.Park) Cubey
4. Actaea bifida (Nakai) J.Compton
5. Actaea biternata (Siebold & Zucc.) Prantl
6. Actaea brachycarpa (P.K.Hsiao) J.Compton
7. Actaea cimicifuga L.
8. Actaea cordifolia DC.
9. Actaea dahurica (Turcz. ex Fisch. & C.A.Mey.) Franch.
10. Actaea elata (Nutt.) Prantl
11. Actaea europaea (Schipcz.) J.Compton
12. Actaea frigida (Royle) Prantl
13. Actaea heracleifolia (Kom.) J.Compton
14. Actaea japonica Thunb.
15. Actaea kashmiriana (J.Compton & Hedd.) J.Compton
16. Actaea laciniata (S.Watson) J.Compton
17. Actaea lancifoliolata (X.F.Pu & M.R.Jia) J.P.Luo, Q.Yuan & Q.E.Yang
18. Actaea × ludovicii B.Boivin
19. Actaea matsumurae (Nakai) J.Compton & Hedd.
20. Actaea muliensis J.P.Luo, Q.E.Yang & Q.Yuan
21. Actaea nanchuanensis (P.K.Hsiao) J.P.Luo, Q.Yuan & Q.E.Yang
22. Actaea pachypoda Elliott
23. Actaea podocarpa DC.
24. Actaea purpurea (P.K.Hsiao) J.Compton
25. Actaea racemosa L.
26. Actaea rubifolia (Kearney) Kartesz
27. Actaea rubra (Aiton) Willd.
28. Actaea simplex (DC.) Wormsk. ex Prantl
29. Actaea spicata L.
30. Actaea taiwanensis J.Compton, Hedd. & T.Y.Yang
31. Actaea vaginata (Maxim.) J.Compton
32. Actaea yunnanensis (P.K.Hsiao) J.Compton

## Vanjske poveznice
|  | Zajednički poslužitelj ima još gradiva o temi Actaea |
|  | Wikivrste imaju podatke o taksonu Actaea             |